# Республіка Сербська
Республіка Сербська (серб. Република Српска / Republika Srpska, Слухатиⓘ; скорочено: Сербська, серб. Српска / Srpska) — державне утворення на території Боснії і Герцеговини, утворене в результаті Дейтонської угоди. Столиця — Баня-Лука. Площа становить 25 053 км². Населення — 1,439,673 чоловік (88 % — серби, 8 % — боснійці і 4 % — хорвати). Грошовою одиницею є Конвертована марка.
Населені боснійськими сербами території проголосили незалежність своєї Республіки Сербської на початку 1992 року у відповідь на ініційований тоді ж боснійцями-мусульманами вихід Боснії і Герцеговини зі складу Югославії.
Республіка брала ключову участь у кривавій боснійській війні і залишалася самопроголошеною і невизнаною до листопада 1995, коли під тиском НАТО і ООН були укладені Дейтонські угоди і створено Федеративну державу Боснія і Герцеговина, у складі двох утворень — Республіки Сербської і Федерації Боснії і Герцеговини. Територіальний поділ двох утворень передбачає дві частини Республіки Сербської, які з'єднувалися районом Брчко (відповідно до угод у Дейтоні кордон в цьому районі, приблизно порівну розділеному між Республікою Сербської (північна частина) і Федерацією Боснії та Герцеговини, має визначитися і в майбутньому (не пізніше, ніж через рік після підписання угоди), але попри це округ був виведений в самостійну адміністративну одиницю). Водночас Республіка Сербська є ланкою, що відокремлює Федерацію Боснія і Герцеговина від двох хорватських районів, і зобов'язана забезпечувати безперешкодний прохід спеціальним коридором, що проходить по її території.
У прийнятій 22 лютого 2008 резолюції парламенту Республіки Сербської говориться, що боснійські серби можуть вийти зі складу Боснії і Герцеговини, якщо більшість країн-членів ООН та держав Євросоюзу визнає незалежність Косова.

## Історія
У центрально-західній Боснії (Посавська Боснійська Країна) у квітні 1991 була проголошена Сербська Автономна Область Боснійська Країна зі столицею в Баня-Луці.
У червні 1991 р. було проголошено, але через політичні суперечності і тиск керівництва Сербії не реалізовано, об'єднання в Демократичну Республіку Сербська Країна Автономної Області Боснійська Країна і Сербської Автономної Області Країна (в Хорватській Країні).
У східній (Подринській) Боснії у вересні 1991 р. були проголошені Сербська Автономна Область Романія (Пале і на схід), Сербська Автономна Область Семберія і Маєвиця (східний кордон з Сербією), а також Сербська Автономна Область Східна Герцеговина (Требинє). У листопаді утворена Сербська Автономна Область Північна Боснія (округи Добо), у січні 1992 р — Сербська Автономна Область Бірач (округ Власениця).
У відповідь на прийняту 15 жовтня 1991 босняками і хорватами без сербів декларацію про суверенітет Боснії та Герцеговини 24 жовтня 1991 р. була утворена Боснійська Сербська Асамблея всіх шести сербських автономних областей східної Боснії і Герцеговини. На референдумі 9—10 листопада 1991 серби Боснії виявили бажання залишитися у складі Югославії.
На початку 1992 голова Президії боснієць Алія Ізетбегович зажадав від Белграда визнання незалежності Боснії та Герцеговини. До цього часу депутати, які представляли боснійських сербів, покинули республіканський парламент і 9 січня 1992 проголосили створення Республіки сербського народу Боснії та Герцеговини з Боснійської Країни і Східної Боснії. Тоді ж боснійські хорвати оголосили про створення в західній Герцеговині і центральній Боснії держави Хорватська Співдружність Герцег-Босна. 28 лютого 1992 була прийнята Конституція Сербської Республіки Боснії і Герцеговини як частини Югославії. Боснійські серби бойкотували референдум про незалежність Боснії і Герцеговини 29 лютого — 2 березня 1992 р., не визнали її проголошення в березні 1992 і 7 квітня оголосили незалежність Сербської Республіки Боснії та Герцеговини. 12 серпня 1992 назва була змінена на Республіка Сербська.
У червні 1995 через сильний міжнародний тиск керівництво Сербії примусило скасувати заплановане об'єднання в Західно-Сербську Федерацію Республіки Сербської і Республіки Сербська Країна.

## Адміністративний поділ
Див. також: Громади Республіки Сербської

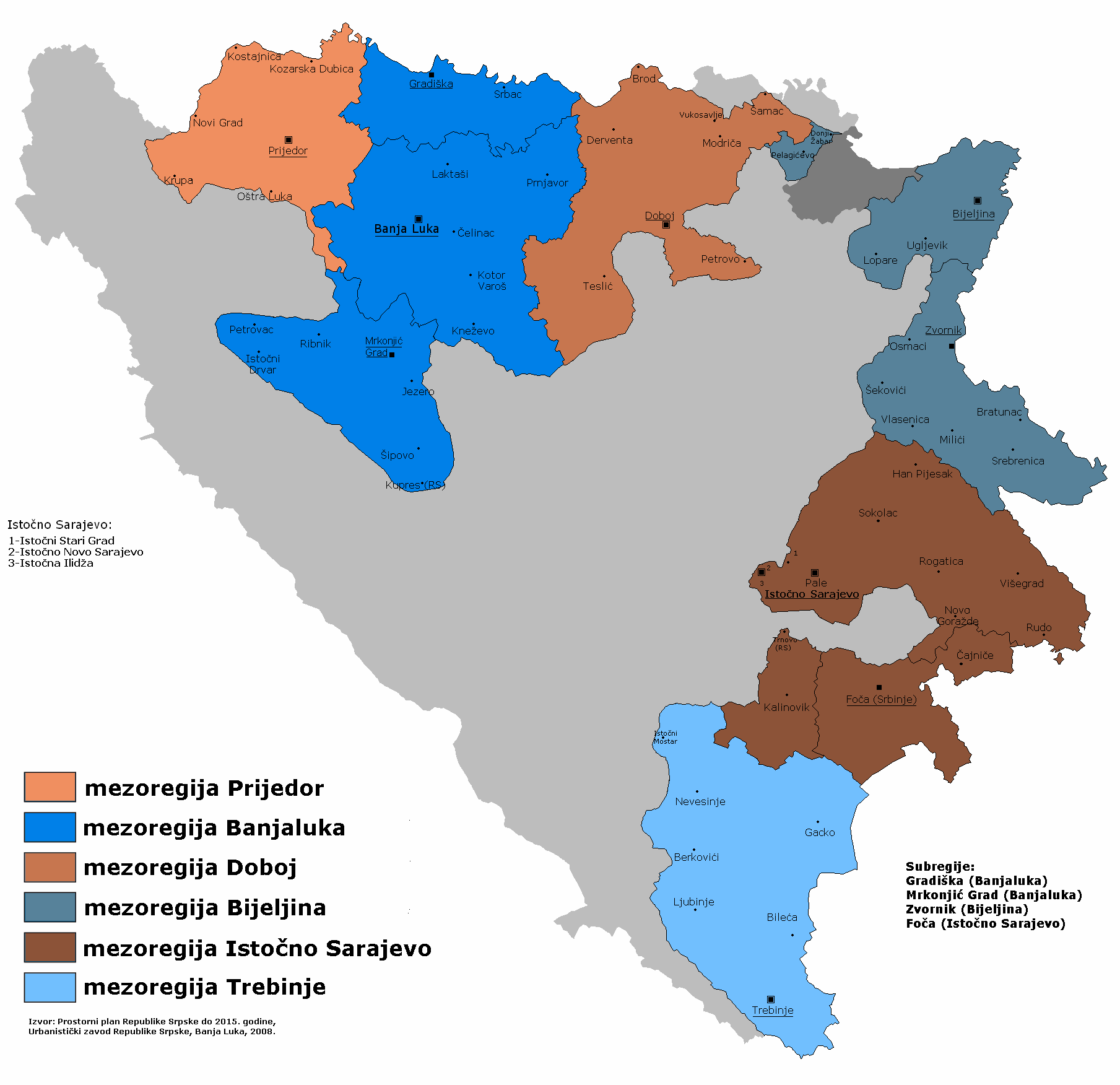
Регіони (мезорегіони) Республіки Сербської за Тер. планом 2008—2015

Територіальний план Республіки Сербської 2008—2015 рр. утворює 6 регіонів (серб. регије) або мезорегіонів (серб. мезорегије):
1. Прієдор (раніше входив до складу географічного регіону Баня-Лука)
2. Баня-Лука, в тому числі 2 субрегіони: Мрконіч-Град і Градишка
3. Добой
4. Бієліна, в тому числі субрегіон Зворник
5. Істочно-Сараєво, в тому числі субрегіон Фоча
6. Требинє

Це регіони територіального планування Республіки Сербської (2008—2015), аналогічні статистичним регіонам, які не носять адміністративного характеру.
Станом на 20 травня 2013 року Республіка Сербська поділяється на 57 громад (серб. општина, општине), 6 міст або міських громад (серб. град, градови), в тому числі місто Істочно-Сараєво, що включає як міський округ 6 (з 57-ма) самостійними громадами. Громади та міста (міські громади) включають 2756 населених пунктів (серб. насељено мјесто, насељене мјеста).